# Akihiro Hyodo
Akihiro Hyodo (兵働 昭弘 Hyodo Akihiro?), född 12 maj 1982 i Chiba prefektur, är en japansk fotbollsspelare.
Hyodo började sin karriär 2005 i Shimizu S-Pulse. Han spelade 119 ligamatcher för klubben. 2011 flyttade han till Kashiwa Reysol. Med Kashiwa Reysol vann han japanska ligan 2011. 2012 flyttade han till JEF United Chiba. Efter JEF United Chiba spelade han för Oita Trinita, Mito HollyHock och Ventforet Kofu. Han gick tillbaka till Shimizu S-Pulse 2018. Han avslutade karriären 2018.